# Peperomia bamleri
Peperomia bamleri är en pepparväxtart som beskrevs av C. Dc.. Peperomia bamleri ingår i släktet peperomior, och familjen pepparväxter. Inga underarter finns listade i Catalogue of Life.